# Carolina Soto
Carolina del Rosario Soto Muñoz (Rancagua, 28 de junio de 1983) es una cantante chilena. Alcanzó notoriedad masiva en su país como participante del programa de talentos juvenil Rojo Fama Contrafama, donde se consagró como una de sus integrantes más emblemáticas. Ha desarrollado una destacada carrera musical, incluyendo su participación en el programa mexicano La Academia edición Bicentenario de Azteca Uno, en 2010; es considerada una de las mejores voces de su país.

## Biografía
Nació en Rancagua, el 29 de junio de 1983. Estudió en el Liceo Comercial Diego Portales.
A finales de 2002, ingresa a participar en la primera generación del programa Rojo Fama Contrafama de TVN, competencia donde obtuvo el tercer lugar y el derecho de pertenecer al elenco estable del programa de televisión como apoyo de las generaciones posteriores, conocido como Clan Rojo. En diciembre de 2003, obtiene un reconocimiento del Teatro Municipal de Santiago a petición de los cantantes líricos; por su condición de finalista, participó del Gran Rojo, final del año entre las 3 primeras generaciones del programa. En dicha competencia obtiene el primer lugar, con la interpretación de la canción Por Ti Volaré del intérprete italiano Andrea Bocelli, con un promedio final de 6,55.
En mayo de 2004, lanza su primera placa discográfica titulada Deseo, bajo el sello Warner Music Chile. El disco consta de 10 canciones de corte popular, mayoritariamente baladas latinas con toques de pop, vendiendo cerca de 10 mil copias. El 31 de diciembre de 2004, muere su padre Francisco Soto.
En febrero de 2005, gana el Festival de La Serena, con la canción "Y Donde Estés", del músico chileno Alejandro Afani. En marzo de ese año obtiene el Premio APES, como la Mejor Revelación Musical y acepta volver a competir en el programa representando a Chile en su temporada Rojo Internacional. Ese mismo año crea el "Festival Una Voz para Rancagua", evento que se hace anualmente en la capital de la Región de O'Higgins y el "Primer Festival de la Voz de Rengo".
En agosto de 2005, contrae matrimonio con el músico y periodista Claudio Solís, en la ciudad de Rancagua. A mediados de 2005, obtiene el segundo lugar en Rojo Internacional I, en cuya final presentó el musical "Desátame" de la cantante española Mónica Naranjo, obteniendo un 6.56 de calificación promediada del jurado. A fines de ese año, por su condición de finalista, compite en la final de Rojo Internacional, donde representando a Chile se consagra ganadora por segunda vez con el tema de Ricardo Cocciante, "Cuerpo Sin Alma", obteniendo un promedio final de 6.85. En agosto de 2006, inauguró la Academia Integral de Canto Carolina Soto, en su ciudad natal. A finales de ese año abandona el Clan Rojo.
En septiembre de 2007, estrena su segunda placa discográfica Debajo de la piel bajo el sello Música & Marketing, de la cual ya había presentado en noviembre de 2006 su primer sencillo «Debajo de la piel» y en enero de 2007 el segundo, «Amor divino».
Carolina representó a Chile en la competencia internacional del Festival de Viña del Mar 2008, con la balada "Ahora" de Alejandro Afani. Fue derrotada por el representante de Italia y en la categoría Mejor Intérprete por las representantes de Estonia. En agosto de ese año, Carolina inaugura su tienda de ropa y accesorios en Rancagua.[cita requerida]
Luego, Carolina Soto representó a Chile en el Festival internacional de la canción de Miami (2009), con el tema Ahora, logrando el segundo lugar como mejor canción
Ese mismo año, lanza el sencillo "Son Casi las tres" escrito por Daniel Guerrero, el cual se mantuvo en los primeros puestos de los rankings radiales, como, por ejemplo, el de radio Pudahuel, la número uno de Chile. En septiembre, lanza el segundo sencillo «Él me mintió», cover de Amanda Miguel, que consta con la potente voz y estilo de Carolina Soto más nuevos arreglos musicales, se esperaba para fines del 2009 el videoclip del tema y la publicación del tercer disco que incluiría estos dos nuevos singles.
Es madre de una hija, de nombre Francisca, fruto de su relación con su esposo Claudio Solís.
Carolina terminó de grabar su tercer disco Corazón de hierro, del cual se desprenden estos singles: «Son casi las tres», «Él me mintió», «Agonía», que alcanzaron la posición número 1 en los rankings chilenos; el disco será editado en Estados Unidos y México.
Carolina representó a Chile en la competencia La Academia Bicentenario de México, organizada por TV Azteca, en el cual demostró ser una de las mejores participantes y en donde culminó su participación recibiendo el segundo lugar.
En 2011, dio a conocer, en un late show de un canal de televisión por cable, que participaría en un festival de Ucrania (Crimea Music Fest), con la canción "Agonía", con arreglos de instrumentos típicos chilenos; también tuvo que elegir un hit mundial para representarlo: el tema que ella eligió fue "Sola otra vez" de Céline Dion, los cuales le dieron el primer lugar de dicha competencia internacional.
En 2013 grabó canciones de grandes artista internacionales que corresponderían a su disco "Musas" el cual no fue editado por parte de TV Azteca, donde se desprende el primer sencillo "Un hombre secreto" de la chilena Myriam Hernández.[cita requerida]
En 2017 participó del cierre de la Teletón junto a otros cantantes como Camila Gallardo, Augusto Schuster, Luis Jara y Consuelo Schuster.
En 2018 cantó en la obertura del Festival de Viña del Mar junto a artistas como Gente de Zona, Illapu, Augusto Schuster y Ha*Ash. Ese mismo año, en el mes de septiembre, es confirmada como entrenador de cantantes para la segunda temporada de Rojo, el color del talento.

## Discografía

### Álbumes
- 2004: Deseo
- 2007: Debajo de la piel
- 2011: Corazón de hierro (No lanzado)

### Sencillos
- Deseo
  - «Le deseo» (2004)
  - «Será» (2004)
  - «Ángel o Demonio» (2005)
  - «Sí» (2005)
  - «Soy Yo» (2006)
  - «Sedúceme» (2006)
- Debajo de la piel
  - «Debajo de la piel» (2007)
  - «Amor divino»
  - «Una tarde de abril» (2008)
- Otros
  - «Ahora» (2008), tema en competencia para el Festival de Viña del Mar 2008
  - «Seguirte a ti», tema homenaje a la Virgen del Carmen (2007).
  - «Madre», tema incluido en un disco especial del Gobierno de Chile (2009).
  - «El día más hermoso», (2009) también incluido en el disco especial del Gobierno de Chile dedicado a las Madres, junto a varios intérpretes como Camila Méndez, Andrés de León, Andrea Tessa, Douglas, etc.
- Sencillo 2009
  - «Son Casi las Tres (Amor Prohibido)» (2009), tema de su tercer disco.
  - «El me mintió» (2009), también de su tercer disco.
- Sencillo 2010
  - «Agonía» (2010), perteneciente a su tercer disco (tema con el cual obtuvo el primer lugar de la 10° versión del Festival Universong, Tenerife, España y también en el Crimea Music Fest, Yalta, Ucrania).

- Sencillo 2017
  - «Vitamina» es el sencillo que promociona en la actualidad con el cual busca nuevos ritmos musicales, este tema urbano pop ha sido bien recibido por parte de la crítica y sus fanes, el video fue estrenado en el matinal Mucho gusto de Mega junto al actor Felipe Contreras protagonista del videoclip.